# People of the World
People of the World – czternasty album studyjny Burning Speara, jamajskiego wykonawcy muzyki reggae.
Płyta została wydana w roku 1986 przez amerykańską wytwórnię Slash Records. Nagrania zarejestrowane zostały w studiu Tuff Gong w Kingston. Ich produkcją zajął się sam wokalista we współpracy z Nelsonem Millerem. Spearowi akompaniowali muzycy sesyjni z założonej przez niego grupy The Burning Band.
W roku 1988 krążek został nominowany do nagrody Grammy w kategorii najlepszy album reggae. Była to druga nominacja do tej statuetki w karierze muzyka.
Album doczekał się dwóch reedycji, wydanych przez francuską wytwórnię M10 Records w roku 2000 oraz przez Burning Music, własny label Speara, w roku 2004.

## Lista utworów
1. "We Are Going"
2. "This Experience"
3. "Seville Land"
4. "Who's The Winner?"
5. "Distant Drum"
6. "People Of The World"
7. "I'm Not The Worst"
8. "Built This City"
9. "No Worry You'self"
10. "Little Love Song"

## Muzycy
- Lenford Richards - gitara
- Anthony Bradshaw - gitara rytmiczna, perkusja
- Devon Bradshaw - gitara basowa
- Winston Rodney - perkusja
- Nelson Miller - perkusja
- Alvin Haughton - perkusja
- Richard Johnson - keyboard
- Robert Lynn - syntezator
- Dean Fraser - saksofon
- Jennifer Hill - saksofon
- Pamela Fleming - trąbka
- Junior "Chico" Chin - trąbka
- Ronald "Nambo" Robinson - puzon
- Nilda Richards - puzon